# Homocistein
Homocistein je neproteinska aminokiselina. On je homolog aminokiseline cisteina, od koje se razlikuje po dodatnoj metilenskoj (-CH2-) grupi. On se biosintetiše iz metionina uklanjanjem terminalne Cε metil grupe. Homocistein se može reciklisati u metionin ili konvertovati u cistein uz pomoć B-vitamina.
Detekcija visokih nivoa homocisteina je povezana sa kardiovaskularnim bolesima, mada snižavanje nivoa homocisteina ne poboljšava ishod oboljenja. Povišeni novoi homocisteina su vezani za više stanja bolesti. Korisnost pokušaja snižavanja nivoa homocisteina je bilo nepotvrđena ili neubedljiva.

## Spoljašnje veze
- [http://www.abc.net.au/rn/healthreport/stories/2010/2905728.htm